# Волков, Захар Владимирович
Захар Владимирович Волков (бел. Захар Уладзіміравіч Волкаў; род. 12 августа 1997, Витебск) — белорусский футболист, защитник клуба «МЛ Витебск» и сборной Беларуси.

## Клубная карьера
Карьеру начал в 2014 году в дочерней команде ФК «Витебск» — «Витебск-2» (Д3). Летом того же года был переведён в основную команду, в составе которого дебютировал 25 октября в матче против «Звезды-БГУ» (3:1), выйдя на замену в конце встречи. В июле 2016 года был отдан в аренду клубу «Орша», где стал игроком основы. Там же переквалифицировался с опорного полузащитника в защитника. По окончании сезона вернулся в витебский клуб. В 2017 дебютировал в высшей лиге чемпионата Беларуси в составе «Нафтана»: 26 матчей, 4 гола. В декабре того же года подписал контракт с БАТЭ. Участник группового турнира Лиги Европы сезона 2018/19 в составе БАТЭ, по итогам пятого тура попал в Команду недели Лиги Европы УЕФА. В ноябре 2019 года продлил контракт с борисовским клубом.
6 августа 2020 года был наказан за участие в матче, который носил договорной характер, и отстранён от футбола на два года. Через год остаток наказания был отстрочен на два года.
В январе 2022 года на правах аренды перешёл в ФК «Химки» с правом последующего выкупа. Дебютировал за клуб 26 февраля 2022 года против московского «Динамо». В матче 1 апреля 2022 года против «Рубина» своим первым голом за клуб, который игрок забил на 90 минуте матча, помог одержать победу. По окончании аренды был выкуплен российским клубом за 300 тысяч евро. Присоединился к клубу только в конце июня 2022 года на сборах.
В августе 2022 года стало известно, что футболист продолжит выступать в российском клубе на правах аренды ещё на сезон. Первый матч в сезоне сыграл 14 августа 2022 года против «Ахмата». В декабре 2022 года появилась информация, что футболист будет выкуплен на полноценной основе. В январе 2023 года футболист находился на сборах с казахстанским клубом «Кызыл-Жар». Однако затем агент футболиста опроверг данную информацию. В феврале 2023 года российский клуб отзаявил белорусского футболиста.
В феврале 2023 года белорусский футболист стал тренироваться с борисовским БАТЭ. Первый матч за клуб сыграл 4 марта 2023 года в рамках Кубка Беларуси против бобруйской «Белшины». Первый матч в чемпионате сыграл 18 марта 2023 года против «Гомеля».
В июле 2023 года футболист полноценно перешёл в российский клуб «Химки». Футболист подписал с клубом трёхлетний контракт.
12 сентября 2024 года перешёл в тульский «Арсенал» на правах аренды до конца сезона 2024/25.

## Карьера в сборной
11 ноября 2016 года дебютировал за молодёжную сборную Беларуси в товарищеском матче со сборной Украины.
С 2018 года стал вызываться в национальную сборную Беларуси. 9 сентября 2019 года дебютировал в сборной, отыграв все 90 минут в товарищеском матче против Уэльса (0:1).
26 марта 2022 года, спустя 3 года, сыграл свой второй матч за национальную сборную Беларуси в товарищеском матче против Индии.
| № | Дата            | Оппонент | Счёт | Голы | Пасы | Карточки | Минуты | Соревнование      |
| - | --------------- | -------- | ---- | ---- | ---- | -------- | ------ | ----------------- |
| 1 | 9 сентября 2019 | Уэльс    | 0:1  | —    | —    | —        | 90'    | Товарищеский матч |
| 2 | 26 марта 2022   | Индия    | 3:0  | —    | —    | —        | 90'    | Товарищеский матч |

Итого: сыграно матчей: 2 / забито голов: 0; победы: 1, ничьи: 0, поражения: 1.

## Достижения
БАТЭ
- Чемпион Беларуси: 2018
- Обладатель Кубка Беларуси: 2020